# 郡浦神社
郡浦神社（こうのうらじんじゃ、こおのうらじんじゃ）は、熊本県宇城市三角町郡浦にある神社である。肥後国三宮と伝える。旧社格は郷社。

## 概略
阿蘇神社（阿蘇市）、甲佐神社（上益城郡甲佐町）、健軍神社（熊本市東区）、と共に阿蘇四社と称せられる。
境内の広さは2182坪。平安時代初期のものとされる石造の五重塔や、1876年（明治9年）に熊本で起こった「神風連の変」において、宇城市三角町大岳山頂で自刃した六烈士ゆかりの石碑、殉国の碑などがある。

## 御祭神

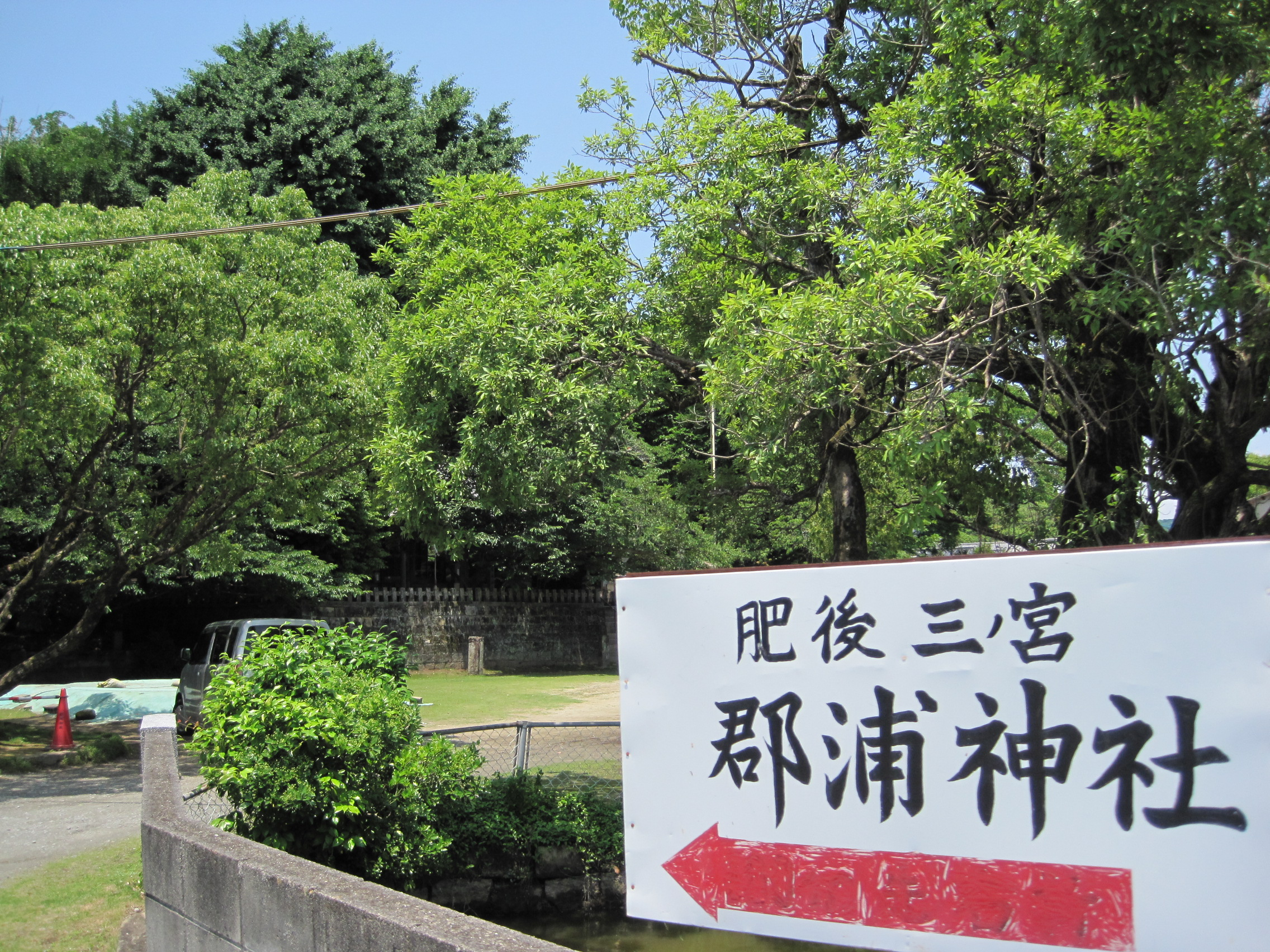
肥後三ノ宮 郡浦神社

蒲智比咩命（カマチヒメノミコト）、健磐龍命（タケイワタツノミコト、阿蘇神社主祭神）、速瓶玉命（ハヤミカタマノミコト、国造神社主祭神）、神武天皇（ジンムテンノウ）の四柱。
蒲智比咩命は、国造神社の主祭神速瓶玉命の妃神。海神の女神、雨宮媛命（あまみやひめのみこと）　（諸説有）。